# Michał Terlecki (oficer piechoty)

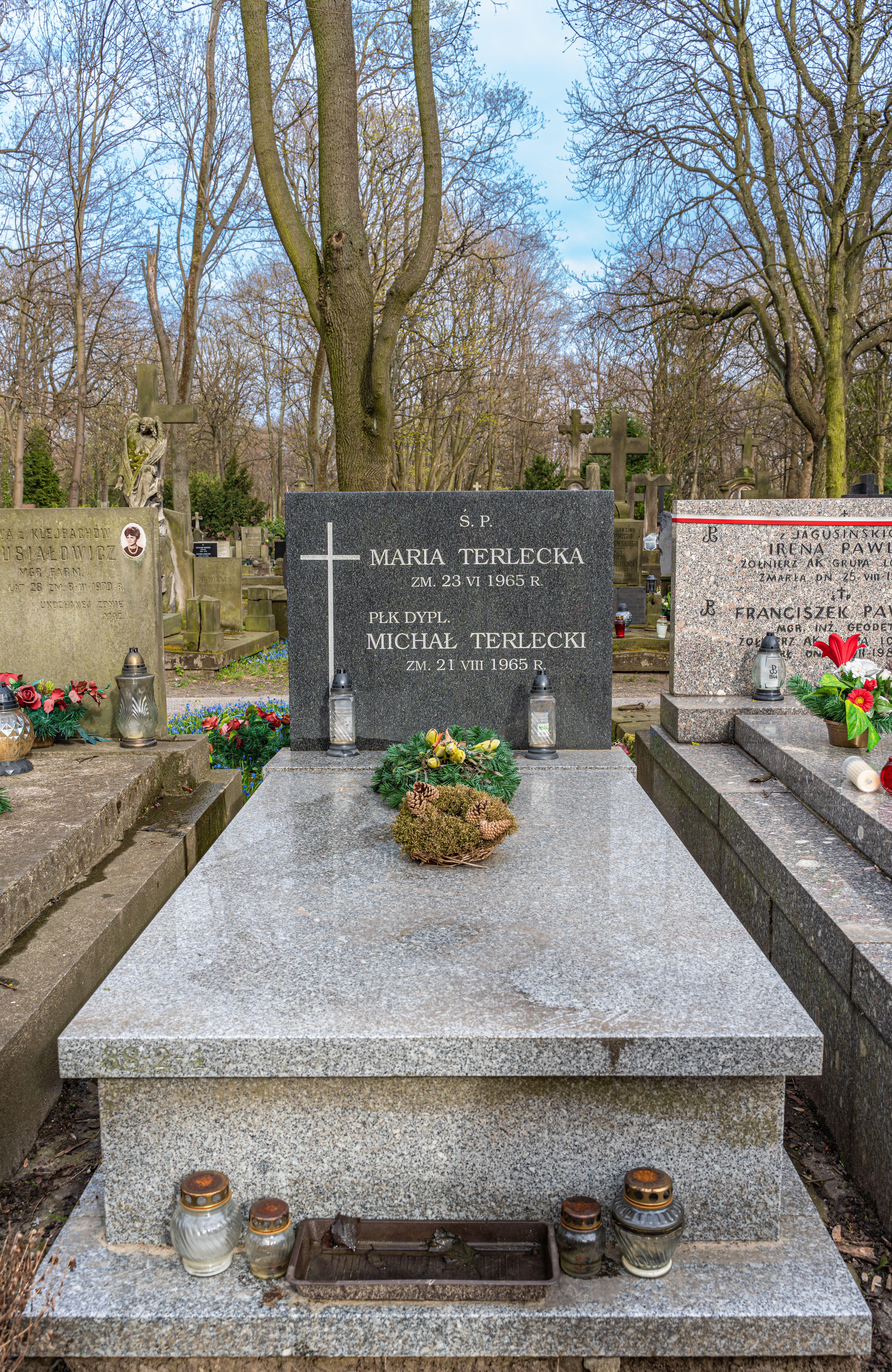
Grób Michała Terleckiego na cmentarzu Powązkowskim

Michał Terlecki (ur. 2 października 1881, zm. 21 sierpnia 1965) – podpułkownik piechoty Wojska Polskiego.

## Życiorys
Urodził się 2 października 1881. Po zakończeniu I wojny światowej i odzyskaniu przez Polskę niepodległości został przyjęty do Wojska Polskiego. Został awansowany do stopnia majora piechoty ze starszeństwem z dniem 1 czerwca 1919, a następnie mianowany podpułkownikiem piechoty ze starszeństwem z dniem 1 lipca 1923. Został oficerem 70 pułku piechoty w garnizonie Jarocin, w którym w 1923 był pełniącym obowiązki dowódcy batalionu sztabowego. Jako oficer tej jednostki w 1928 służył w Oddziale IV Sztabu Generalnego WP. W 1934 jako pułkownik piechoty przeniesiony w stan spoczynku był przydzielony do Oficerskiej Kadry Okręgowej nr I jako oficer przewidziany do użycia w czasie wojny i pozostawał wówczas w ewidencji Powiatowej Komendy Uzupełnień Warszawa Miasto III.
W latach 30. sprawował stanowisko naczelnika wydziału w Urzędzie Wojewódzkim w Warszawie.
Jego żoną była Maria (zm. 23 czerwca 1965). Michał Terlecki zmarł 21 sierpnia 1965. Oboje zostali pochowani na cmentarzu Powązkowskim w Warszawie (kwatera 88-2-4).

## Odznaczenie
- Krzyż Kawalerski Orderu Odrodzenia Polski (1938)[10]